# Hermelien Griffel
Hermelien Jeanine Griffel (Engels: Hermione Jean Granger, 19 september 1979) is een personage uit de Harry Potterboekenreeks van J.K. Rowling.
In de films wordt de rol vertolkt door Emma Watson. De nasynchronisatie in de Nederlandse filmreeks werd gedaan door Eveline Beens en de Vlaamse nasynchronisatie door Isabeau Sas. In het theaterstuk Harry Potter en het Vervloekte Kind wordt de rol van Hermelien vertolkt door Noma Dumezweni.

## Naam
In de Engelse boeken heet Hermelien Griffel Hermione Granger. Dit wordt in correct Engels uitgesproken als Hur-mai-uh-nie (in de oorspronkelijke versie  Her-my-nee). De schrijfster van de Harry Potterreeks werd zó vaak gevraagd hoe deze naam moest worden uitgesproken dat ze de uitspraak heeft verwerkt in deel vier van de boekenreeks. Daarin legt Hermelien aan Viktor Kruml uit hoe haar naam uitgesproken hoort te worden, overigens zonder succes. De naam Hermione koos Rowling uit het toneelstuk The Winter's Tale van William Shakespeare. Shakespeare ontleende de naam aan de Griekse mythologie, zie Hermione (mythologie). Hermeliens ouders, beiden een beetje snobistische academici, zouden het leuk vinden om te laten zien hoe bijzonder ze zijn door hun kind een ongebruikelijke naam te geven. Rowling gaf aan voor deze naam gekozen te hebben omdat het een weinig voorkomende naam is, en ze zo hoopte te voorkomen dat veel meisjes zouden worden geplaagd.

## Personage
Hermelien is een Griffoendor-studente die beste vrienden wordt met Harry Potter en Ron Wemel. J.K. Rowling vermeldde dat Hermelien geboren is op 19 september 1979 en dus bijna twaalf jaar was toen ze begon op Zweinstein. Hermelien wordt vaak geplaagd omdat ze een warrige bos krulhaar heeft en een beetje te grote voortanden. Ze wordt een "onuitstaanbare betweter" (een uitspraak van Sneep) genoemd. Veel studenten bewonderen haar echter om haar intelligentie. Ze haalt tijdens de S.L.I.J.M.B.A.L.-examens voor al haar vakken de hoogste cijfers, behalve bij Verweer Tegen De Zwarte Kunsten waarvoor ze de een-na-hoogste score behaalt. Marcel, Harry en Ron zijn vaak afhankelijk van Hermelien voor hulp bij hun huiswerk en bij examens. In haar zesde jaar op Zweinstein wordt ze algemeen genoemd als de beste leerling van haar klas. Ze lijkt een groeiende (romantische) interesse te hebben in Ron Wemel.
Hermelien heeft Dreuzel-ouders: geen van beide heeft magische vermogens, ze zijn allebei tandarts. Hermeliens ouders lijken haar magische vermogens te accepteren, maar ze worden niet vaak in de boeken genoemd. Volgens J.K. Rowling zijn haar ouders wat onrustig over hun "vreemde" dochter, maar desalniettemin heel erg trots op haar. Ze zijn goed op de hoogte van de magische wereld en hebben de Wegisweg al bezocht. J.K. Rowling, de schrijfster van de Harry Potter-boeken, heeft ooit verteld dat ze in eerste instantie van plan was om Hermelien een jonger zusje te geven, maar omdat deze niet voorkwam of vermeld was in het eerste boek besloot de schrijfster dat het te laat leek om het zusje dan nog te introduceren. Hierdoor wordt algemeen aangenomen dat Hermelien enig kind is, en in 2004 werd dat bevestigd door J.K. Rowling. Hermelien groeide op tussen Dreuzels en was zich niet bewust van haar verborgen toverkrachten tot ze op haar elfde een brief kreeg van Zweinsteins Hogeschool voor Hekserij en Hocus-Pocus. Nog voordat het schooljaar begonnen was kende Hermelien haar schoolboeken uit haar hoofd (citaat uit het boek: "Hermelien maakte weer de indruk alsof ze haar schoolboeken had ingeslikt"). Vanaf dat moment is ze leerling aan Zweinstein. Zij en Ron Wemel zijn de beste vrienden van Harry Potter en ze speelt regelmatig de moeder over het stel. Ze is een beetje bazig en een echte studiebol. Haar dorst naar kennis blijkt ook reuze handig te zijn in veel van de avonturen die ze beleeft, maar haar onzekerheid en angst om fouten te maken zorgen er soms ook voor dat de zenuwen de overhand krijgen wanneer ze op de proef gesteld wordt.
J.K Rowling zei dat Hermeliens personage meerdere autobiografische invloeden heeft: "Het was niet mijn bedoeling om Hermelien op mij te doen lijken, maar het is zo... ze is een overdrijving van hoe ik was toen ik jonger was."

## Hermelien in de boeken

### Harry Potter en de Steen der Wijzen
Het eerste boek waarin Hermelien verschijnt, is Harry Potter en de Steen der Wijzen. In het eerste deel van het boek wordt ze neergezet als een betweter. Harry en Ron hebben in eerste instantie dan ook een hekel aan haar, ze vinden haar maar een vervelend persoon. Dit standpunt lijken aanvankelijk de meeste leerlingen te hebben.
Wanneer Ron echter terloops opmerkt dat het niet zo vreemd is dat Hermelien helemaal geen vrienden heeft, blijkt ze dat gehoord te hebben en barst in tranen uit. Ze vlucht naar de meisjes-wc en sluit zich daar op. Intussen laat Professor Krinkel een trol los in de school, en de leerlingen worden gewaarschuwd. Hermelien merkt hier natuurlijk niets van en loopt de trol tegen het lijf. Harry en Ron, die hebben gehoord waar Hermelien naartoe is gerend, komen haar te hulp en redden haar. Wanneer ze worden ontdekt door Professor Anderling, Professor Krinkel en Professor Sneep, liegt Hermelien om te voorkomen dat Harry en Ron straf krijgen. Op deze manier staan ze quitte. Vanaf dat moment groeit er een hechte vriendschap tussen de drie, hoewel er af en toe wel wat discussieonderwerpen ontstaan.
Samen met Harry en Ron lost Hermelien het mysterie rond de Steen der Wijzen op. Hoewel ze in eerste instantie Harry en Ron niet geloofde (die beweerden dat iemand de Steen probeerde te stelen), wijzigt ze uiteindelijk haar standpunt als blijkt dat Professor Krinkel het inderdaad op de Steen had gemunt.

### Harry Potter en de Geheime Kamer
In haar tweede schooljaar is Hermelien, net als de meeste andere vrouwelijke scholieren, verliefd op de nieuwe leraar Verweer Tegen De Zwarte Kunsten, Gladianus Smalhart. Ron plaagt haar hier telkens mee, maar Hermelien blijft Smalhart verdedigen, hoewel hij een overduidelijke bedrieger is.
Hermeliens rol is in dit boek iets kleiner dan in het eerste boek; Harry en Ron beleven de meeste avonturen met zijn tweeën. Ze speelt echter wel een belangrijke rol bij het brouwen van de Wisseldrank, de toverdrank waardoor Harry en Ron kunnen infiltreren in Zwadderich in de gedaanten van Korzel en Kwast om erachter te komen of Draco Malfidus weet wie de Geheime Kamer de vorige keer had geopend. Hermelien zou oorspronkelijk ook meedoen, maar de Wisseldrank verandert haar per vergissing in een kat, waardoor ze voor lange tijd op de ziekenzaal belandt (de Wisseldrank is niet geschikt voor mens-naar-dier-verwisselingen). Later komt ze erachter wat er verscholen is in de Geheime Kamer, hoewel ze Versteend wordt voordat ze het Harry en Ron kan vertellen. Hierdoor komt ze in de rest van het boek ook nauwelijks meer voor.
Hermelien komt gaande de serie steeds meer 'los', ze wordt zelfs betrapt op het overhalen van Harry en Ron om dingen te doen die tegen de schoolregels zijn. Aangezien Ginny Wemel en Hermelien in de latere boeken goede vriendinnen blijken te zijn, wordt aangenomen dat ze die vriendschap sluiten tijdens het tweede schooljaar van Hermelien.

### Harry Potter en de Gevangene van Azkaban
In het derde jaar volgt Hermelien dusdanig veel vakken dat ze een Tijdverdrijver nodig heeft. Dit is een object (een soort magische zandloper) waarmee je de tijd kunt terugdraaien en dus kunt ‘hergebruiken’. Dit wordt pas aan het eind van het boek uitgelegd en is gedurende het verhaal een mysterie. Hermelien stort uiteindelijk in als gevolg van haar te volle agenda, hoewel ze aanvankelijk volhoudt dat het niet nodig is dat ze het aantal te volgen vakken beperkt.
Ook in dit boek raakt Hermelien vervreemd van haar vrienden. In eerste instantie komt dat omdat ze de Vuurflits die Harry van een anonieme gever cadeau kreeg voor kerst, niet vertrouwt (ze is bang dat hij betoverd is). Later ook wanneer Ron haar ervan beschuldigt niet goed op haar kat Knikkebeen te hebben gelet, waardoor die mogelijk Rons rat Schurfie  zou hebben opgegeten. Gedurende deze tijd houdt Hermelien zich bezig met het helpen van Rubeus Hagrid bij de voorbereidingen van de rechtszaak tegen Scheurbek de Hippogrief. Hagrid verliest deze zaak echter. Tijdens de voorbereidingen huilt ze uit bij Ron, die haar vervolgens helpt, en de twee leggen hun ruzie bij.
Hermelien heeft van begin af aan een hekel aan Professor Zwamdrift en het vak dat zij geeft, Waarzeggerij. Tegen het einde van het schooljaar loopt Hermelien dan ook de klas uit wanneer Zwamdrift weer eens de dood van Harry heeft voorspeld. Zwamdrift vindt Hermelien "zo aards als maar kan". Hoewel Hermelien nu een vak minder te volgen heeft, heeft ze nog steeds de Tijdverdrijver nodig om alle lessen bij te kunnen wonen.
Aan het einde van het verhaal blijkt de Tijdverdrijver toch erg nuttig wanneer Hermelien samen met Harry teruggaat in de tijd en Sirius Zwarts en Scheurbek redt en vrijlaat. Wanneer Hermelien aan het einde van het schooljaar ook besluit het vak Dreuzelkunde te laten vallen, kan ze al haar vakken weer normaal volgen, zonder Tijdverdrijver.

### Harry Potter en de Vuurbeker
In haar vierde schooljaar gaat veel van Hermeliens aandacht uit naar de - volgens haar - slechte behandeling van de huis-elfen. Ze richt een organisatie op die ze S.H.I.T. noemt (Stichting Huis-elf, voor Inburgering en Tolerantie). Deze organisatie wordt natuurlijk onderwerp van grappen door de afkorting SHIT. Hoewel Hermelien onstuitbaar werkt om haar doel te bereiken, de vrijlating van alle huis-elfen op Zweinstein en elders, zijn er maar weinig anderen die erin geïnteresseerd zijn, inclusief de huis-elfen zelf. Harry en Ron worden officieel wel lid, maar alleen maar omdat ze hopen dat Hermelien hen dan met rust laat. Uiteindelijk dragen ze dan ook nauwelijks iets bij.
Hermelien gaat met Viktor Kruml, de Kampioen van Klammfels voor het Toverschool Toernooi naar het Gala-bal. Wanneer Ron hierachter komt reageert hij jaloers. Dit is niet de eerste keer in de boeken dat er sprake is van romantische spanning. Eerder in het verhaal komt Ron er, doordat Hermelien haar iets te lange voortanden heeft laten krimpen, opeens achter dat Hermelien een meisje is. Hermelien complimenteert hem plagend met deze ontdekking. Wanneer Ron vervolgens suggereert dat ze wel met hem of Harry naar het bal zou kunnen gaan, vertelt Hermelien dat ze al met iemand anders gaat, maar ze vertelt niet met wie. Hierdoor denkt Ron dat ze een grapje maakt, wat Hermelien op haar beurt irriteert, en ze blijft weigeren te vertellen wie haar ‘date’ is.
Wanneer hij haar uiteindelijk op het bal ziet, mooi opgemaakt en in een prachtige jurk, aan de arm van niemand anders dan Viktor, verliest hij zijn zelfbeheersing en beschuldigt hij Hermelien ervan te ‘heulen met de vijand’. Hermelien is geschokt, en zij en Ron krijgen een flinke ruzie. Aan het einde van de avond zegt ze Ron eens flink de waarheid, en roept dat hij bij het volgende bal Hermelien meteen moet vragen en niet tot ‘laatste mogelijkheid’ moet bewaren. Ron is sprakeloos.
Tijdens de tweede opdracht van het Toverschool Toernooi moeten de Kampioenen redden "wat hen het liefste is". Het blijkt dat Viktor Hermelien moet redden, waar ze later vaak mee gepest wordt. Na de opdracht vraagt Viktor aan Hermelien of ze met hem op vakantie wil.
Rita Pulpers, de beruchte verslaggeefster van de Ochtendprofeet, verzint een driehoeksverhouding tussen Harry, Hermelien en Viktor. Hermelien is woedend over deze beschuldiging en zweert dat ze wraak zal nemen op Pulpers. Na een lang onderzoek komt ze erachter dat Pulpers een niet-geregistreerde Faunaat is, die zich kan veranderen in een tor. Ze chanteert Pulpers door te dreigen deze informatie bekend te maken, en slaagt er op deze manier in Pulpers te laten ophouden met het schrijven van onwaarheden en roddelverhalen.

### Harry Potter en de Orde van de Feniks
In het vijfde jaar gaat Hermelien door met haar werk voor de S.H.I.T. Ze breit mutsen en andere kledingstukken die ze achterlaat in de leerlingenkamer van Griffoendor, in de hoop dat een van de huis-elfen de kledingstukken zal vinden en zo zal worden vrijgemaakt. De elfen zijn hier echter helemaal niet van gediend en weigeren vervolgens nog in de leerlingenkamer te komen. De enige elf die er nog wil komen is Dobby, die al vrij is.
Hermelien blijft corresponderen met Viktor. Het feit dat ze Rita Pulpers heeft gevangen en gechanteerd blijkt goed uit te pakken; Harry kan een ongestoord en waarheidsgetrouw interview geven aan een ander tijdschrift waarin hij vertelt over de terugkeer van Heer Voldemort. Het is ook Hermeliens idee om de S.V.P. op te richten. Ze vecht dan ook mee in het gevecht op het Ministerie van Toverkunst, waarbij ze zwaargewond raakt.
In hun vijfde schooljaar worden Hermelien en Ron benoemd tot Klassenoudste. Hermeliens eigenschap om nauwkeurig aan de geldende regels vast te houden komt hierbij goed van pas. Maar het blijkt ook noodzakelijk te zijn om op sommige momenten de regels aan de laars te lappen (vaak veroorzaakt door Dorothea Omber, de nieuwe lerares Verweer Tegen de Zwarte Kunsten). Deze momenten van rebellie komen onder andere tot uiting tijdens de formatie van de S.V.P., en ook wanneer Hermelien Pulpers dwingt een artikel te plaatsen waarin wordt duidelijk gemaakt dat Harry steeds de waarheid heeft gesproken en waarin de propaganda van Omber en het Ministerie van Toverkunst wordt ontkracht.
Hermelien is de eerste binnen de vriendenkring van Harry Potter die uiteindelijk de naam van Heer Voldemort hardop durft uit te spreken. Dit gebeurt als ze Harry probeert over te halen om les te gaan geven in Verweer Tegen de Zwarte Kunsten, tijdens een avond in de leerlingenkamer van Griffoendor. Harry komt dan net terug van zijn strafwerk bij Omber, en ze praten over het feit dat er eigenlijk wat aan gedaan moet worden dat Omber 'zo'n vreselijke slechte lerares is, en dat we van haar absoluut geen Verweer tegen de Zwarte Kunsten zullen leren'. In de felle discussie die dan volgt noemt Hermelien voor het eerst de naam van Voldemort.

### Harry Potter en de Halfbloed Prins
Zoals inmiddels al bijna gebruikelijk is verblijft Hermelien het grootste gedeelte van de zomer in ‘Het Nest’ (het huis van de Wemels). Tijdens haar verblijf daar loopt ze Fleur Delacour, inmiddels verloofd met Bill Wemel, weer tegen het lijf. Hermelien ergerde zich in het vierde jaar, tijdens het Toverschool Toernooi waarin Fleur een van de Kampioenen was, al aan Fleurs aantrekkingskracht op jongens. Dit wordt erger naarmate de twee elkaar vaker zien, waarschijnlijk beïnvloed door Rons (zwijmelende) reactie op Fleurs aanwezigheid. Samen met Ginny bedenkt ze de bijnaam "Zeur".
Hermeliens passie voor school en de schoolvakken zorgt ervoor dat ze tijdens het zesde schooljaar wordt opgemerkt door Professor Slakhoorn, de nieuwe leraar Toverdranken, en hij nodigt haar dan ook uit om lid te worden van zijn club, de Slakkers. Haar uitzonderlijke talent voor dit vak is bij hem niet onopgemerkt gebleven. Ironisch genoeg is het Harry Potter die haar dit jaar voorbijstreeft in dit vak, terwijl hij andere jaren duidelijk haar mindere was. Harry maakt gebruik van een tweedehands leerboek voor Toverdranken dat eigendom is geweest van de mysterieuze Halfbloed Prins, en waarin allerlei tips en aanwijzingen geschreven staan die zorgen voor perfect gebrouwen dranken. In de loop van het verhaal neemt Hermeliens bitterheid ten opzichte van Harry en het mysterieuze boek toe, met name omdat ze vreest dat de Halfbloed Prins een Duister personage is, en omdat ze vindt dat Harry valsspeelt door het boek en de aanwijzingen te gebruiken.
In het zesde schooljaar krijgen Ron en Hermelien weer ruzie. Rons houding ten opzichte van Hermelien is vertroebeld door jaloezie. Dit blijkt uit Rons reactie wanneer Ginny hem vertelt dat Hermelien met Viktor heeft gezoend. Hij legt het aan met Belinda Broom en kwetst hiermee de gevoelens van Hermelien. Uit wraak vraagt ze Magnus Stoker mee naar het feestje van Slakhoorn. Dat wordt echter helemaal niets; Stoker blijkt een irritante en egocentrische jongen te zijn. Wanneer hij haar ook nog probeert te zoenen onder de maretak, vlucht ze weg.
Na de kerstvakantie botert het nog steeds niet tussen Hermelien en Ron. Wanneer Ron echter per ongeluk vergiftigd wordt en in de ziekenboeg ligt, is Hermelien erg bezorgd en wordt de ruzie stilletjes bijgelegd. Belinda maakt het kort daarna uit met Ron, hij (Ron) wilde 'er niet zelf een punt achter zetten'.
Tegen het einde van het boek, wanneer Harry met Perkamentus op zoek gaat naar een van de Gruzielementen van Heer Voldemort, vraagt Harry aan Hermelien, Ron en Marcel om de leden van de S.V.P. bijeen te roepen en Sneep en (Draco) Malfidus in de gaten te houden. Harry vreest een aanval van buitenaf, en die komt ook. Hun inzet wordt deels beloond: ze slagen erin de leden van de Orde van de Feniks te alarmeren. Het lukt ze echter niet om de dood van Perkamentus te verhinderen.
Hermelien en Ron verzekeren Harry ervan dat ze hem volgen waar hij ook gaat in het zevende jaar, zelfs wanneer dat betekent dat ze Zweinstein ervoor moeten verlaten.

### Harry Potter en de Relieken van de Dood
Zoals aan het einde van het zesde schooljaar al duidelijk werd, gaan Harry, Ron en Hermelien het zevende jaar inderdaad niet meer naar Zweinstein. Hermelien heeft haar ouders in veiligheid gebracht door ze naar Australië over te brengen, ze een andere naam te geven en een vergetelheidsspreuk over ze uit te spreken, voor hun eigen bescherming tegen Voldemort. Hermelien vond het vreselijk om te doen, aangezien ze dacht dat ze haar ouders nooit meer terug zou zien. Maar aangezien Voldemort het mogelijk ook op haar naaste familie gemunt zou kunnen hebben (om Hermelien, en dus Harry dwars te zitten) was haar actie noodzakelijk.
Hermelien helpt de leden van de Orde van de Feniks wanneer Harry vanuit de Ligusterlaan naar het Nest (het huis van de familie Wemel) gebracht moet worden. Met wisseldrank verandert ze in Harry om zo Voldemort en zijn volgelingen te verwarren mocht er een aanval van de Dooddoeners komen. In het huis van de Wemels treffen de drie de voorbereidingen voor hun zoektocht naar de nog resterende Gruzielementen. Hermelien zoekt de benodigdheden zoals een tent, kleding, boeken etc. bij elkaar en stopt alles in een handtas die de inhoud magisch verkleint, waardoor alles compact mee te nemen is. Ze draagt de handtas vanaf dat moment steeds bij zich zodat ze op elk gewenst moment kunnen vertrekken.
Tijdens de bruiloft van Bill en Fleur loopt Hermelien Viktor Kruml weer tegen het lijf. Het lijkt Hermelien niet veel te doen maar Ron is direct jaloers en sleurt haar mee de dansvloer op. Viktor is teleurgesteld wanneer Harry hem vertelt dat Hermelien inmiddels "bezet" is.
Tegen het einde van het bruiloftsfeest moeten de drie vluchten en Verschijnselen ze naar Tottenham Court Road, een drukke winkelstraat in Londen. Daar worden ze vrijwel direct gevonden door twee Dooddoeners. Harry weet de eerste uit te schakelen en Hermelien neemt de tweede voor haar rekening en modificeert hun geheugen. Daarna reizen ze naar diverse locaties in het land, en kamperen daar. Om hun locatie steeds geheim te houden beschermt Hermelien de plekken elke keer met heel complexe spreuken en bezweringen.
Na oplopende spanningen en een flinke ruzie vertrekt Ron. Hermelien is zeker een week lang ontroostbaar en huilt continu. Wanneer Ron weer terugkeert, is er nog even wat spanning in de lucht, maar later klaart de sfeer op. De jacht naar de Gruzielementen wordt voortgezet.
Als Harry Potter waarmee Hermelien op de vlucht is de naam van Voldemort uitspreekt die op dat moment Taboe is, worden ze door zogenaamde "Bloedhonden" (duistere tovenaars die voor het Ministerie op jacht zijn naar "Dreuzeltelgen") opgepakt. Zodra die weten dat ze Harry hebben worden ze naar Villa Malfidus gebracht. Daar wordt Hermelien door Bellatrix van Detta gemarteld en verhoord. Bellatrix denkt dat ze hebben ingebroken in haar kluis in Goudgrijp, omdat ze het zwaard van Griffoendor hebben. Bellatrix denkt dat het zwaard in haar kluis ligt. Terwijl de Cruciatusvloek tegen haar gebruikt wordt kan Hermelien het toch nog opbrengen om te zeggen dat het zwaard dat zij in bezit hebben een replica is, zelfs als het woord modderbloedje (mudblood) in haar arm wordt gesneden. Met de hulp van Dobby lukt het ze te ontsnappen. Wel zet Bellatrix haar mes nog op de keel van Hermelien, die daar een wond aan overhoudt.
Hermelien vernietigt eenmaal op Zweinstein aangekomen het Gruzielement dat ze in Goudgrijp (vermomd als Bellatrix van Detta) te pakken hebben gekregen. Ze doet dat met de zeer giftige tanden van de dode Basilisk die nog in de Geheime Kamer lagen. Gedurende het verhaal groeien Ron en Hermelien steeds meer naar elkaar toe, en lijken ze steeds meer waardering voor elkaars ideeën en acties te tonen. Tegen het einde van het verhaal, midden in een gevecht naar aanleiding van de zoektocht naar nog een Gruzielement, vallen ze elkaar zoenend in de armen. Hermelien neemt het initiatief omdat Ron eindelijk uit zichzelf oprechte belangstelling toont voor de S.H.I.T. (Stichting Huis-elf voor Inburgering en Tolerantie) die Hermelien eerder is begonnen en waar Harry en Ron eerst geen interesse voor toonden.
Aan het einde van het boek heeft Rowling een epiloog geschreven waarin ze vermeldt hoe het de hoofdpersonen 19 jaar na de dood van Voldemort vergaat. Hermelien en Ron zijn getrouwd en hebben twee kinderen, Roos en Hugo, die beiden naar Zweinstein gaan. Hermelien heeft haar ouders teruggevonden in Australië, en het Geheugenslot verbroken. Ze begon haar carrière bij het Departement van Toezicht op Magische Wezens, om het leven van huis-elfen te verbeteren. Later klom ze hogerop bij het Departement van Magische Wetshandhaving, waar ze een einde maakte aan pro-puurbloedwetten. In Harry Potter en het Vervloekte Kind heeft ze Romeo Wolkenveldt opgevolgd als Minister van Toverkunst.

## Familie Wemel
|                    |                    |                    |                    |                    |                    |                 |                 |                   |                   |                   |                   |                   |                   |             |             |             |             |            |            |             |             | Septimus Wemel | Septimus Wemel | Septimus Wemel | Septimus Wemel | Septimus Wemel | Septimus Wemel |               |               | Cedrella Zwarts | Cedrella Zwarts | Cedrella Zwarts      | Cedrella Zwarts      | Cedrella Zwarts      | Cedrella Zwarts      |                      |                      |               |               |               |               |               |               |               |               |                                 |                                 |                                 |                                 |                                 |                                 |            |            |                               |                               |                               |                               |                               |                               |  |  |                            |                            |                            |                            |                            |                            |                      |                      |                      |                      |                      |                      |                   |                   |                   |                   |                   |                   |
|                    |                    |                    |                    |                    |                    |                 |                 |                   |                   |                   |                   |                   |                   |             |             |             |             |            |            |             |             | Septimus Wemel | Septimus Wemel | Septimus Wemel | Septimus Wemel | Septimus Wemel | Septimus Wemel |               |               | Cedrella Zwarts | Cedrella Zwarts | Cedrella Zwarts      | Cedrella Zwarts      | Cedrella Zwarts      | Cedrella Zwarts      |                      |                      |               |               |               |               |               |               |               |               |                                 |                                 |                                 |                                 |                                 |                                 |            |            |                               |                               |                               |                               |                               |                               |  |  |                            |                            |                            |                            |                            |                            |                      |                      |                      |                      |                      |                      |                   |                   |                   |                   |                   |                   |
|                    |                    |                    |                    |                    |                    |                 |                 |                   |                   |                   |                   |                   |                   |             |             |             |             |            |            |             |             |                |                |                |                |                |                |               |               |                 |                 |                      |                      |                      |                      |                      |                      |               |               |               |               |               |               |               |               |                                 |                                 |                                 |                                 |                                 |                                 |            |            |                               |                               |                               |                               |                               |                               |  |  |                            |                            |                            |                            |                            |                            |                      |                      |                      |                      |                      |                      |                   |                   |                   |                   |                   |                   |
|                    |                    |                    |                    |                    |                    |                 |                 |                   |                   |                   |                   |                   |                   |             |             |             |             |            |            |             |             |                |                |                |                |                |                |               |               |                 |                 |                      |                      |                      |                      |                      |                      |               |               |               |               |               |               |               |               |                                 |                                 |                                 |                                 |                                 |                                 |            |            |                               |                               |                               |                               |                               |                               |  |  |                            |                            |                            |                            |                            |                            |                      |                      |                      |                      |                      |                      |                   |                   |                   |                   |                   |                   |
| Apolline Delacour  | Apolline Delacour  | Apolline Delacour  | Apolline Delacour  | Apolline Delacour  | Apolline Delacour  |                 |                 | Monsieur Delacour | Monsieur Delacour | Monsieur Delacour | Monsieur Delacour | Monsieur Delacour | Monsieur Delacour |             |             |             |             |            |            |             |             | Virus Wemel    | Virus Wemel    | Virus Wemel    | Virus Wemel    | Virus Wemel    | Virus Wemel    |               |               | Arthur Wemel    | Arthur Wemel    | Arthur Wemel         | Arthur Wemel         | Arthur Wemel         | Arthur Wemel         |                      |                      | Molly Protser | Molly Protser | Molly Protser | Molly Protser | Molly Protser | Molly Protser |               |               | Gideon Protser                  | Gideon Protser                  | Gideon Protser                  | Gideon Protser                  | Gideon Protser                  | Gideon Protser                  |            |            | Fabian Protser                | Fabian Protser                | Fabian Protser                | Fabian Protser                | Fabian Protser                | Fabian Protser                |  |  |                            |                            |                            |                            |                            |                            |                      |                      |                      |                      |                      |                      |                   |                   |                   |                   |                   |                   |
| Apolline Delacour  | Apolline Delacour  | Apolline Delacour  | Apolline Delacour  | Apolline Delacour  | Apolline Delacour  |                 |                 | Monsieur Delacour | Monsieur Delacour | Monsieur Delacour | Monsieur Delacour | Monsieur Delacour | Monsieur Delacour |             |             |             |             |            |            |             |             | Virus Wemel    | Virus Wemel    | Virus Wemel    | Virus Wemel    | Virus Wemel    | Virus Wemel    |               |               | Arthur Wemel    | Arthur Wemel    | Arthur Wemel         | Arthur Wemel         | Arthur Wemel         | Arthur Wemel         |                      |                      | Molly Protser | Molly Protser | Molly Protser | Molly Protser | Molly Protser | Molly Protser |               |               | Gideon Protser                  | Gideon Protser                  | Gideon Protser                  | Gideon Protser                  | Gideon Protser                  | Gideon Protser                  |            |            | Fabian Protser                | Fabian Protser                | Fabian Protser                | Fabian Protser                | Fabian Protser                | Fabian Protser                |  |  |                            |                            |                            |                            |                            |                            |                      |                      |                      |                      |                      |                      |                   |                   |                   |                   |                   |                   |
|                    |                    |                    |                    |                    |                    |                 |                 |                   |                   |                   |                   |                   |                   |             |             |             |             |            |            |             |             |                |                |                |                |                |                |               |               |                 |                 |                      |                      |                      |                      |                      |                      |               |               |               |               |               |               |               |               |                                 |                                 |                                 |                                 |                                 |                                 |            |            |                               |                               |                               |                               |                               |                               |  |  |                            |                            |                            |                            |                            |                            |                      |                      |                      |                      |                      |                      |                   |                   |                   |                   |                   |                   |
|                    |                    |                    |                    |                    |                    |                 |                 |                   |                   |                   |                   |                   |                   |             |             |             |             |            |            |             |             |                |                |                |                |                |                |               |               |                 |                 |                      |                      |                      |                      |                      |                      |               |               |               |               |               |               |               |               |                                 |                                 |                                 |                                 |                                 |                                 |            |            |                               |                               |                               |                               |                               |                               |  |  |                            |                            |                            |                            |                            |                            |                      |                      |                      |                      |                      |                      |                   |                   |                   |                   |                   |                   |
| Gabrielle Delacour | Gabrielle Delacour | Gabrielle Delacour | Gabrielle Delacour | Gabrielle Delacour | Gabrielle Delacour |                 |                 | Fleur Delacour    | Fleur Delacour    | Fleur Delacour    | Fleur Delacour    | Fleur Delacour    | Fleur Delacour    |             |             | Bill Wemel  | Bill Wemel  | Bill Wemel | Bill Wemel | Bill Wemel  | Bill Wemel  |                |                | Charlie Wemel  | Charlie Wemel  | Charlie Wemel  | Charlie Wemel  | Charlie Wemel | Charlie Wemel |                 |                 | Percy Wemel × Audrey | Percy Wemel × Audrey | Percy Wemel × Audrey | Percy Wemel × Audrey | Percy Wemel × Audrey | Percy Wemel × Audrey |               |               | Fred Wemel    | Fred Wemel    | Fred Wemel    | Fred Wemel    | Fred Wemel    | Fred Wemel    | George Wemel × Angelique Jansen | George Wemel × Angelique Jansen | George Wemel × Angelique Jansen | George Wemel × Angelique Jansen | George Wemel × Angelique Jansen | George Wemel × Angelique Jansen |            |            | Ron Wemel × Hermelien Griffel | Ron Wemel × Hermelien Griffel | Ron Wemel × Hermelien Griffel | Ron Wemel × Hermelien Griffel | Ron Wemel × Hermelien Griffel | Ron Wemel × Hermelien Griffel |  |  | Ginny Wemel × Harry Potter | Ginny Wemel × Harry Potter | Ginny Wemel × Harry Potter | Ginny Wemel × Harry Potter | Ginny Wemel × Harry Potter | Ginny Wemel × Harry Potter |                      |                      |                      |                      |                      |                      |                   |                   |                   |                   |                   |                   |
| Gabrielle Delacour | Gabrielle Delacour | Gabrielle Delacour | Gabrielle Delacour | Gabrielle Delacour | Gabrielle Delacour |                 |                 | Fleur Delacour    | Fleur Delacour    | Fleur Delacour    | Fleur Delacour    | Fleur Delacour    | Fleur Delacour    |             |             | Bill Wemel  | Bill Wemel  | Bill Wemel | Bill Wemel | Bill Wemel  | Bill Wemel  |                |                | Charlie Wemel  | Charlie Wemel  | Charlie Wemel  | Charlie Wemel  | Charlie Wemel | Charlie Wemel |                 |                 | Percy Wemel × Audrey | Percy Wemel × Audrey | Percy Wemel × Audrey | Percy Wemel × Audrey | Percy Wemel × Audrey | Percy Wemel × Audrey |               |               | Fred Wemel    | Fred Wemel    | Fred Wemel    | Fred Wemel    | Fred Wemel    | Fred Wemel    | George Wemel × Angelique Jansen | George Wemel × Angelique Jansen | George Wemel × Angelique Jansen | George Wemel × Angelique Jansen | George Wemel × Angelique Jansen | George Wemel × Angelique Jansen |            |            | Ron Wemel × Hermelien Griffel | Ron Wemel × Hermelien Griffel | Ron Wemel × Hermelien Griffel | Ron Wemel × Hermelien Griffel | Ron Wemel × Hermelien Griffel | Ron Wemel × Hermelien Griffel |  |  | Ginny Wemel × Harry Potter | Ginny Wemel × Harry Potter | Ginny Wemel × Harry Potter | Ginny Wemel × Harry Potter | Ginny Wemel × Harry Potter | Ginny Wemel × Harry Potter |                      |                      |                      |                      |                      |                      |                   |                   |                   |                   |                   |                   |
|                    |                    |                    |                    |                    |                    |                 |                 |                   |                   |                   |                   |                   |                   |             |             |             |             |            |            |             |             |                |                |                |                |                |                |               |               |                 |                 |                      |                      |                      |                      |                      |                      |               |               |               |               |               |               |               |               |                                 |                                 |                                 |                                 |                                 |                                 |            |            |                               |                               |                               |                               |                               |                               |  |  |                            |                            |                            |                            |                            |                            |                      |                      |                      |                      |                      |                      |                   |                   |                   |                   |                   |                   |
|                    |                    |                    |                    |                    |                    |                 |                 |                   |                   |                   |                   |                   |                   |             |             |             |             |            |            |             |             |                |                |                |                |                |                |               |               |                 |                 |                      |                      |                      |                      |                      |                      |               |               |               |               |               |               |               |               |                                 |                                 |                                 |                                 |                                 |                                 |            |            |                               |                               |                               |                               |                               |                               |  |  |                            |                            |                            |                            |                            |                            |                      |                      |                      |                      |                      |                      |                   |                   |                   |                   |                   |                   |
| Victoire Wemel     | Victoire Wemel     | Victoire Wemel     | Victoire Wemel     | Victoire Wemel     | Victoire Wemel     | Dominique Wemel | Dominique Wemel | Dominique Wemel   | Dominique Wemel   | Dominique Wemel   | Dominique Wemel   | Louis Wemel       | Louis Wemel       | Louis Wemel | Louis Wemel | Louis Wemel | Louis Wemel |            |            | Molly Wemel | Molly Wemel | Molly Wemel    | Molly Wemel    | Molly Wemel    | Molly Wemel    | Lucy Wemel     | Lucy Wemel     | Lucy Wemel    | Lucy Wemel    | Lucy Wemel      | Lucy Wemel      |                      |                      | Fred Wemel           | Fred Wemel           | Fred Wemel           | Fred Wemel           | Fred Wemel    | Fred Wemel    | Roxanne Wemel | Roxanne Wemel | Roxanne Wemel | Roxanne Wemel | Roxanne Wemel | Roxanne Wemel |                                 |                                 | Roos Wemel                      | Roos Wemel                      | Roos Wemel                      | Roos Wemel                      | Roos Wemel | Roos Wemel | Hugo Wemel                    | Hugo Wemel                    | Hugo Wemel                    | Hugo Wemel                    | Hugo Wemel                    | Hugo Wemel                    |  |  | James Sirius Potter Jr.    | James Sirius Potter Jr.    | James Sirius Potter Jr.    | James Sirius Potter Jr.    | James Sirius Potter Jr.    | James Sirius Potter Jr.    | Albus Severus Potter | Albus Severus Potter | Albus Severus Potter | Albus Severus Potter | Albus Severus Potter | Albus Severus Potter | Lily Loena Potter | Lily Loena Potter | Lily Loena Potter | Lily Loena Potter | Lily Loena Potter | Lily Loena Potter |

## Trivia
- Hermelien is de oudste van de drie vrienden. Jarenlang werd aangenomen dat ze de jongste was, tot J.K. Rowling uit de doeken deed dat men elf jaar oud moet zijn om op Zweinstein te mogen beginnen, en Hermeliens verjaardag is op 19 september. Dat betekent dus dat Hermelien begin september, de start van het schooljaar, elf jaar oud was, en drie weken later twaalf werd. Ron zou het jaar erop in maart twaalf worden. Harry was toen net elf jaar. Zijn verjaardag is namelijk op 31 juli, dus op het moment dat hij naar Zweinstein ging was hij net een maand elf. Dat blijkt ook uit de passage in het zesde boek waarin Ron en Hermelien wel examen mogen doen in Verschijnselen en Harry nog niet.
- De grootste angst van Hermelien is om te falen. Haar Boeman neemt in het derde boek bij de lessen Verweer tegen de Zwarte Kunsten namelijk de vorm aan van Professor Anderling die haar vertelt dat ze voor al haar examens is gezakt.
- Na de val van Voldemort is Hermelien nog teruggekeerd naar Zweinstein om haar diploma te halen.
- Hermeliens Patronus is een otter. Net zoals alle andere leden van de SVP heeft Hermelien tijdens de bijeenkomsten van de Strijders van Perkamentus van Harry geleerd hoe ze een Patronus moet oproepen.
- De Sorteerhoed heeft overwogen om Hermelien in Ravenklauw onder te delen, maar hij koos er uiteindelijk voor om haar in Griffoendor te plaatsen.